# Pallacanestro Reggiana 2023-2024
Questa voce raccoglie le informazioni riguardanti la Pallacanestro Reggiana nelle competizioni ufficiali della stagione 2023-2024.

## Stagione
La stagione 2023-2024 della Pallacanestro Reggiana ancora sponsorizzata UNAHOTELS, è la 26ª nel massimo campionato italiano di pallacanestro, la Serie A.
Per la composizione del roster si decise di confermare la formula con 6 giocatori stranieri senza vincoli.
Con l'addio del general manager Alessandro Dalla Salda viene chiamato dalla società Claudio Coldebella che comincia subito a impostare la stagione successiva. Non vengono rinnovati i contratti in scadenza con Marcus Lee, Mikael Hopkins e Beka Burjanadze.
Il 19 giugno viene annunciato l'accordo biennale con Dīmītrīs Priftīs, allenatore greco con esperienze nei campionati greco, russo e turco.
Il 23 giugno viene risolto il contratto con Nate Reuvers, il 28 viene esercitata l’opzione di uscita dal contratto di Sacar Anim. A inizio luglio vengono risolti i contratti con Strautins e Diouf.
Il 9 luglio cominciano ad arrivare i rinforzi per disegnare la nuova squadra.

## Roster
in aggiornamento al 4 agosto 2023.
| UNAHOTELS Reggio Emilia 2023-24 | UNAHOTELS Reggio Emilia 2023-24 |
| Giocatori                       | Staff tecnico                   |
| ------------------------------- | ------------------------------- |

| N. | Naz.                   | Ruolo | Nome                      | Anno | Alt.   | Peso   |  |
| -- | ---------------------- | ----- | ------------------------- | ---- | ------ | ------ |  |
| 2  | Stati Uniti (bandiera) | P     | Brianté Weber             | 1992 | 188 cm | 75 kg  |  |
| 4  | Italia (bandiera)      | P     | Tommaso Bonaretti         | 2006 | 185 cm |        |  |
| 4  | Italia (bandiera)      | G     | Omar Mainini              | 2006 | 187 cm |        |  |
| 4  | Italia (bandiera)      | P     | Giovanni Camara           | 2005 | 185 cm |        |  |
| 6  | Italia (bandiera)      | G     | Alessandro Cipolla        | 2000 | 195 cm | 94 kg  |  |
| 7  | Stati Uniti (bandiera) | AG    | Kevin Hervey              | 1996 | 207 cm | 104 kg |  |
| 8  | Austria (bandiera)     | AC    | Omer Suljanović           | 2005 | 201 cm |        |  |
| 9  | Stati Uniti (bandiera) | G     | Langston Galloway         | 1991 | 187 cm | 91 kg  |  |
| 11 | Senegal (bandiera)     | C     | Mouhamed Faye             | 2005 | 207 cm | 100 kg |  |
| 14 | Italia (bandiera)      | AP    | Sasha Grant               | 2002 | 201 cm | 95 kg  |  |
| 15 | Stati Uniti (bandiera) | G     | Jamar Smith               | 1987 | 191 cm | 84 kg  |  |
| 16 | Italia (bandiera)      | PG    | Lorenzo Uglietti          | 1994 | 192 cm | 84 kg  |  |
| 18 | Stati Uniti (bandiera) | C     | Darion Atkins             | 1992 | 203 cm | 105 kg |  |
| 28 | Stati Uniti (bandiera) | C     | Tarik Black               | 1991 | 206 cm | 113 kg |  |
| 31 | Italia (bandiera)      | G     | Michele Vitali (C)        | 1991 | 196 cm | 96 kg  |  |
| 51 | Italia (bandiera)      | AC    | Matteo Chillo             | 1993 | 203 cm | 104 kg |  |
| -  | Lituania (bandiera)    | A     | Osvaldas Olisevičius (IN) | 1993 | 200 cm | 92 kg  |  |
| -  | Austria (bandiera)     | AG    | Imran Suljanović          | 2006 | 200 cm |        |  |

| Allenatore |
| - Dīmītrīs Priftīs                                                                                              |
| Assistente/i |
| - Federico Fucà - Giuseppe Mangone - Marco Rossetti Legenda - (C) Capitano - (IN) Inattivo - Infortunato Roster |

## Mercato

### Sessione estiva
| Acquisti | Acquisti          | Acquisti          | Acquisti      | Acquisti |
| R.a      | Nome              | da                | Modalità      |          |
| -------- | ----------------- | ----------------- | ------------- | -------- |
| P        | Brianté Weber     | T. Büyükçekmece   | svincolato    |          |
| PG       | Lorenzo Uglietti  | Napoli Basket     | svincolato    |          |
| G        | Langston Galloway | C.P. Skyhawks     | svincolato    |          |
| G        | Carlo Porfilio    | San Giobbe Chiusi | fine prestito |          |
| G        | Jamar Smith       | Bahçeşehir Koleji | svincolato    |          |
| GA       | Jacopo Soliani    | Virtus Imola      | fine prestito |          |
| AP       | Sasha Grant       | Bayern Monaco     | svincolato    |          |
| AG       | Kevin Hervey      | Free agent        | svincolato    |          |
| AC       | Matteo Chillo     | Reyer Venezia     | svincolato    |          |
| C        | Darion Atkins     | Aquila Trento     | svincolato    |          |

| Cessioni | Cessioni           | Cessioni            | Cessioni       | Cessioni |
| R.       | Nome               | a                   | Modalità       |          |
| -------- | ------------------ | ------------------- | -------------- | -------- |
| P        | Andrea Cinciarini  | Saragozza           | rescissione    |          |
| P        | Jeremy Senglin     | N.B. Brindisi       | fine contratto |          |
| G        | Sacar Anim         | Free agent          | fine contratto |          |
| G        | Andre Jones        | Dinamo Bucarest     | fine contratto |          |
| G        | Carlo Porfilio     | Ferrara Basket 2018 | prestito       |          |
| G        | Gabriele Stefanini | San Giobbe Chiusi   | risoluzione    |          |
| GA       | Jacopo Soliani     | Scandone Avellino   | fine contratto |          |
| AP       | Artūrs Strautiņš   | Derthona Basket     | risoluzione    |          |
| AG       | Beka Burjanadze    | Coruña              | fine contratto |          |
| AG       | Nate Reuvers       | Valencia            | risoluzione    |          |
| AC       | Mouhamet Diouf     | Breogán             | risoluzione    |          |
| C        | Mikael Hopkins     | Enisey Krasnojarsk  | fine contratto |          |
| C        | Marcus Lee         | Tasmania JackJ.     | fine contratto |          |

### Dopo l'inizio della stagione
| Acquisti | Acquisti    | Acquisti   | Acquisti         | Acquisti   |
| R.       | Nome        | da         | Data             | Modalità   |
| -------- | ----------- | ---------- | ---------------- | ---------- |
| C        | Tarik Black | Free agent | 12 febbraio 2024 | svincolato |

| Cessioni | Cessioni             | Cessioni         | Cessioni         | Cessioni    |
| R.       | Nome                 | a                | Data             | Modalità    |
| -------- | -------------------- | ---------------- | ---------------- | ----------- |
| A        | Osvaldas Olisevičius | Universo Treviso | 21 novembre 2023 | rescissione |
| AG       | Kevin Hervey         | Hapoel Holon     | 7 febbraio 2024  | rescissione |